# Museer i Stockholm
Se även: Lista över museer i Stockholm

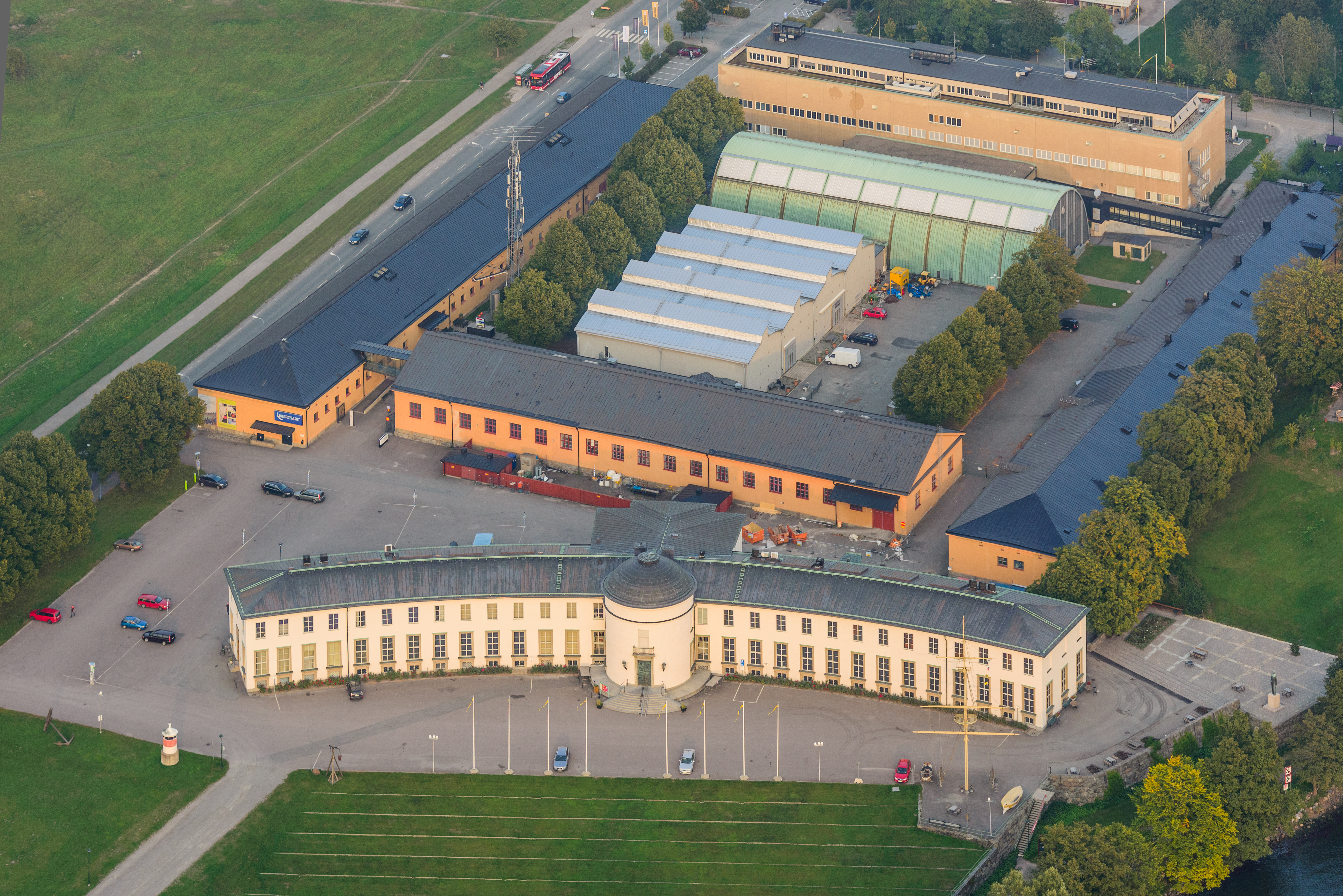
Sjöhistoriska museet, Riksidrottsmuseet och Tekniska museet.

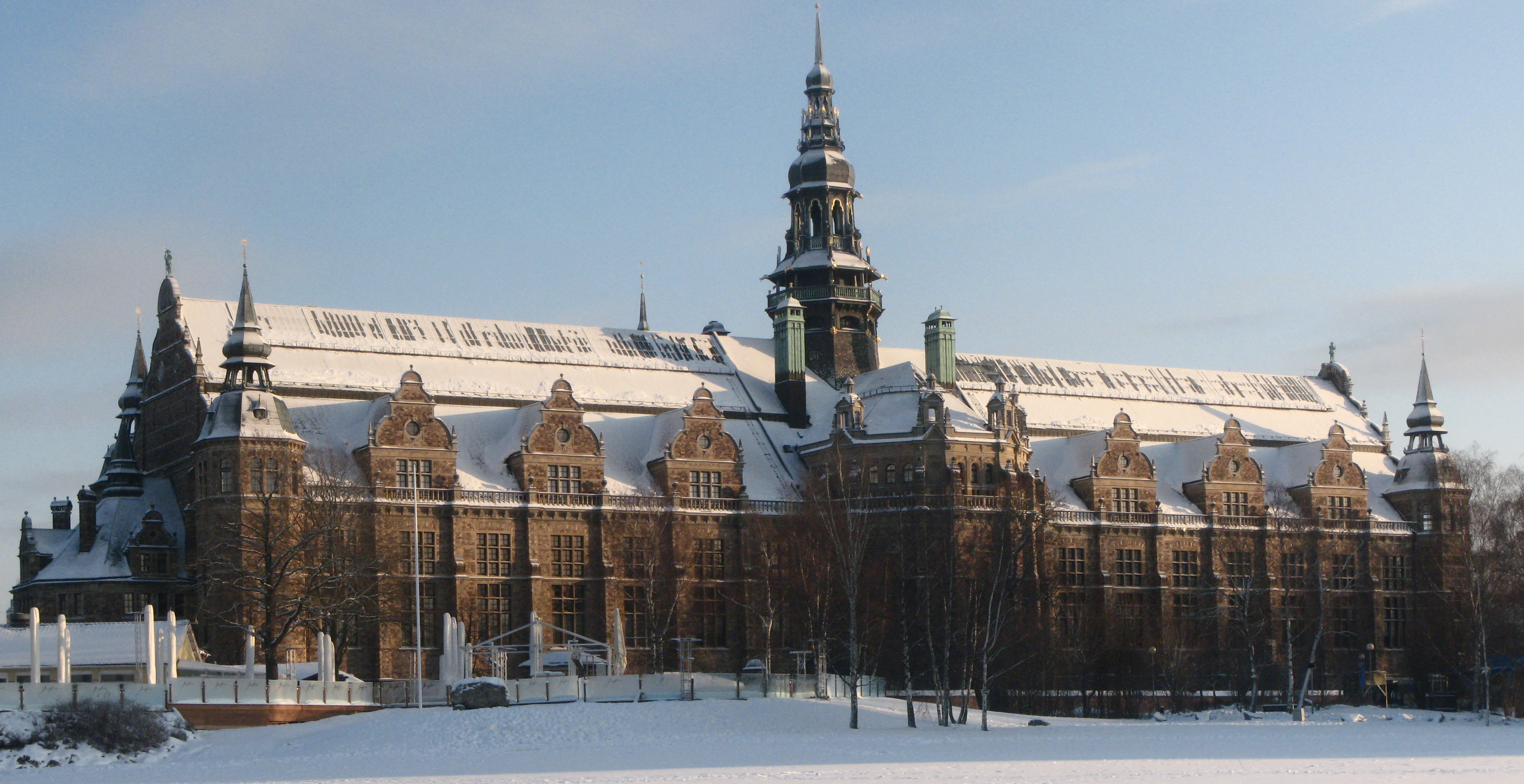
Nordiska museet

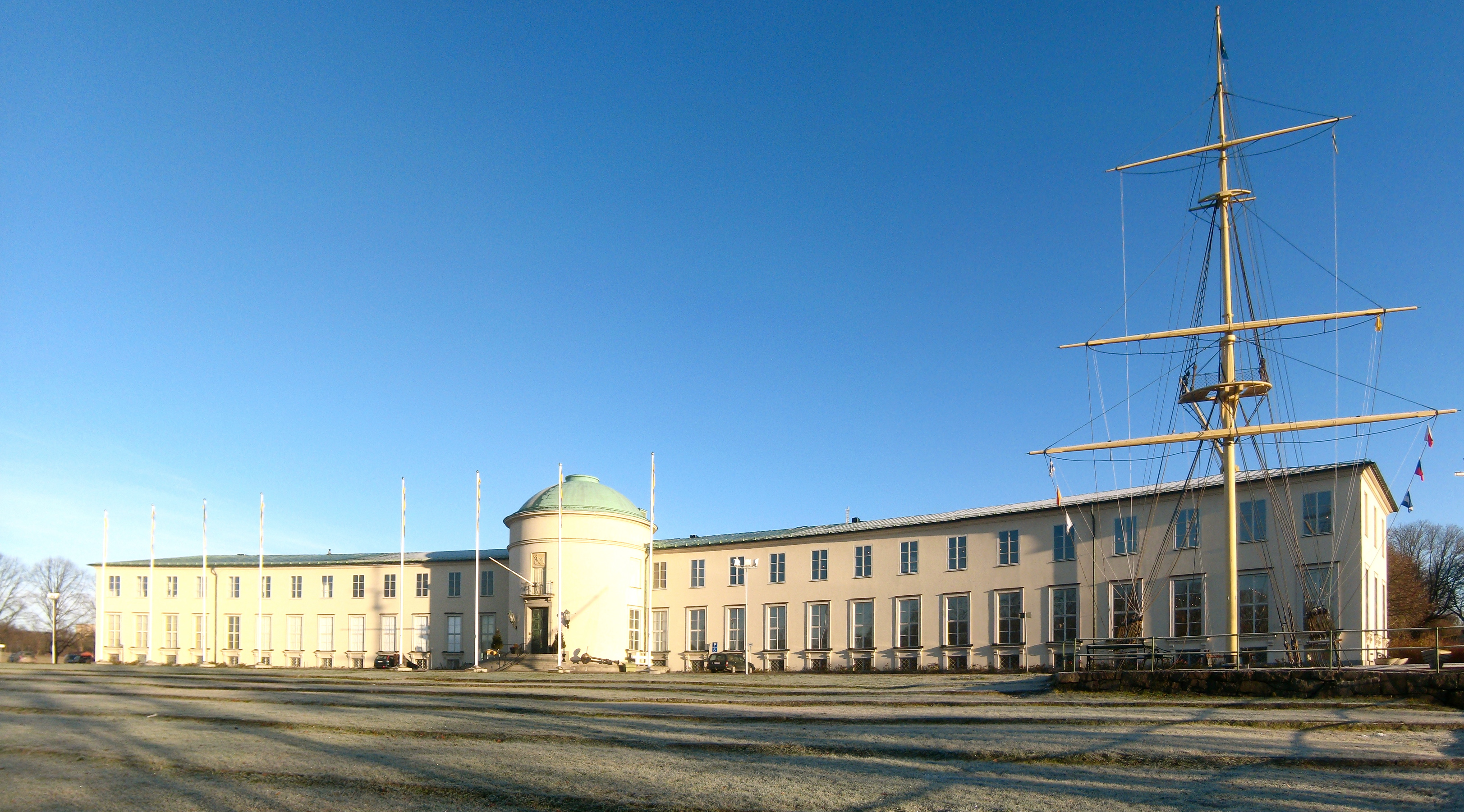
Sjöhistoriska museet

Stockholms museer har årligen över 9 miljoner besökare i de omkring 100 museerna, vilket gör Stockholm till en av världens museitätaste städer.

## Översikt
De mest besökta museerna är Skansen och Vasamuseet på Södra Djurgården, båda med över en miljon besökare per år. Skansen är världens första friluftsmuseum, invigt 1891 av Arthur Hazelius. Granne med Skansen ligger Nordiska museet i ett nordiskt renässansslott ritat av Isak Gustaf Clason, uppfört 1888–1907. Museet ska bevara och levandegöra minnet av liv och arbete från 1500-talet fram till nutid. På Vasamuseet visas regalskeppet Vasa, världens enda bevarade 1600-talsgaleon. 
På Nationalmuseum finns Sveriges största konstsamling; 16 000 målningar och 30 000 konstföremål. Samlingen har sitt ursprung i Gustav Vasas tid och har sedan dess utvidgats med verk av konstnärer som Rembrandt och Antoine Watteau, såväl som stor del av svenskt konstarv med verk av Alexander Roslin, Anders Zorn, Johan Tobias Sergel, Carl Larsson, Carl Fredrik Hill och Ernst Josephson. Stora delar av samlingarna utgörs av plundringar av andra europeiska städer, från Sveriges tid som stormakt.[källa behövs] Efter en längre tids renovering öppnade Nationalmuseum för allmänheten i oktober 2018.
På Djurgården och platsen där Stockholmsutställningen 1930 hölls vid Djurgårdsbrunnsviken ligger ytterligare fem museer: Tekniska museet, Polismuseet, Riksidrottsmuseet, Etnografiska museet samt Sjöhistoriska museet. 
Skeppsholmen kallas ibland för Stockholms museiö med sina fem museer: Moderna museet, Arkitekturmuseet, Östasiatiska museet, fartyget S/S Orion och Bergrummet – Tidö collection of toys and comics. 
Stadsmuseet i Stockholm och Medeltidsmuseet har som uppgift att bevara, levandegöra och förmedla stadens historia och stockholmarnas berättelser, både dåtidens och nutidens, som en helhetsupplevelse. Stadsmuseet öppnade igen i april 2019 efter en längre ombyggnad och renovering.
Naturhistoriska riksmuseet, beläget i Frescati, i närheten av Stockholms universitet, är ett biologiskt och geologiskt museum. 
Sedan 1 februari 2016 har flera av de statliga museerna fri entré. Även under åren 2004–2007 hade ett flertal av de statliga museerna fri entré.

## Mest besökta museer[2]
| Museum                     | Antal besökare 2007 | Antal besökare 2008 | Antal besökare 2009 | Antal besökare 2010 | Antal besökare 2011 | Antal besökare 2017 |
| -------------------------- | ------------------- | ------------------- | ------------------- | ------------------- | ------------------- | ------------------- |
| Skansen                    | 1 377 213           | 1 352 245           | 1 405 129           | 1 285 122           | 1 397 958           | 1 342 763           |
| Vasamuseet                 | 1 067 397           | 1 143 404           | 1 154 615           | 1 129 184           | 1 228 114           | 1 495 875           |
| Nationalmuseum             | 370 849             | 474 276             | 383 893             | 355 922             | 401 864             | 453 163             |
| Naturhistoriska riksmuseet | 303 358             | 346 617             | 564 231             | 544 743             | 529 106             | 670 823             |
| Moderna museet             | 303 800             | 338 500             | 578 044             | 486 523             | 545 383             | 581 383             |
| Tekniska museet            | 305 746             | 305 403             | 318 240             | 323 398             | 379 543             | 314 666             |
| Nordiska museet            | 193 881             | 199 192             | 217 982             | 229 813             | 209 090             | 290 106             |
| Stadsmuseet i Stockholm    | 229 434             | 190 642             |                     |                     |                     | [ 8 ]               |
| Livrustkammaren            | 133 094             | 133 090             | 225 222             | 275 615             | 251 677             | 421 436             |
| Historiska museet          | 106 229             | 130 053             | 125 132             | 123 651             | 121 217             | 176 045             |
| Sjöhistoriska museet       | 89 895              | 93 100              | 213 192             | 140 305             | 130 227             | 201 800             |